# Ri Han-Jae
Ri Han-Jae, född 27 juni 1982 i Okayama i Japan, är en nordkoreansk fotbollsspelare.